# Miczkowo (rejon wołogodzki)
Miczkowo (ros. Мичково) – wieś w Rosji, w rejonie wołogodzkim obwodu wołogodzkiego. W 2010 r. liczyła 5 mieszkańców.